# 与野ジャンクション

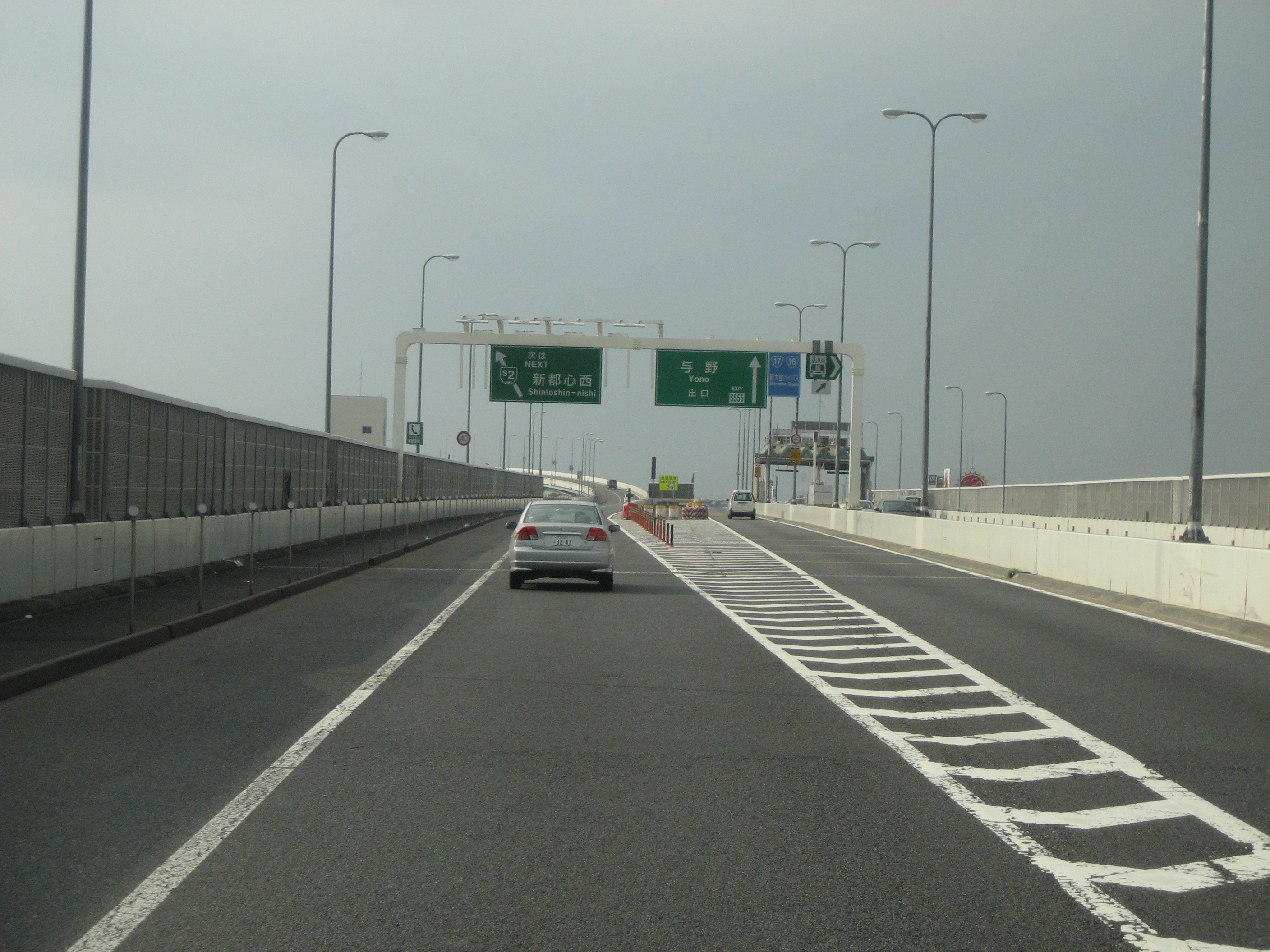
与野出入口・ジャンクション分岐部

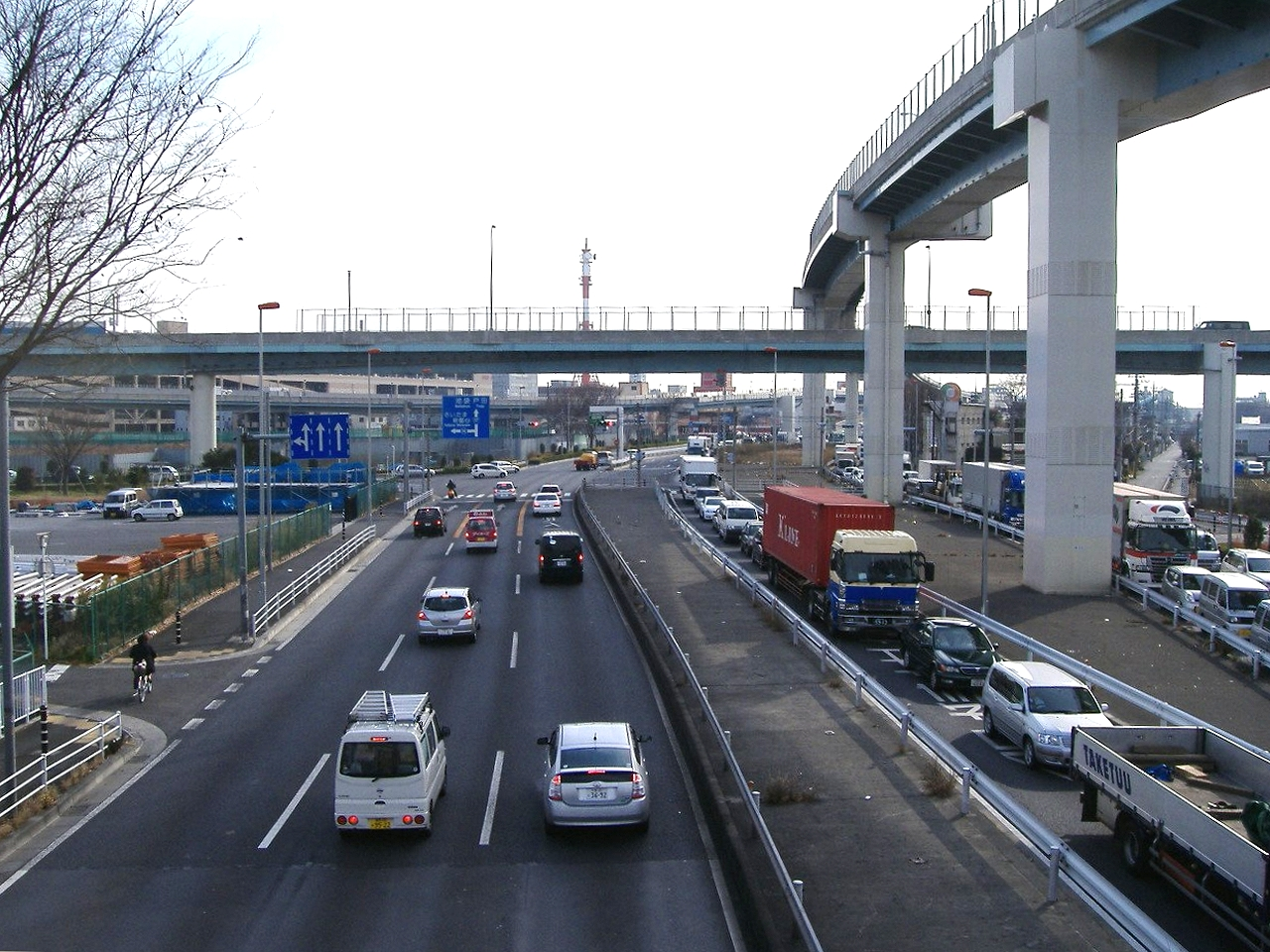
与野ジャンクション。奥が美女木方面。奥から右上に伸びている高架橋はループして中段の高架の右側に繋がり、左側の新都心方面に向かう。

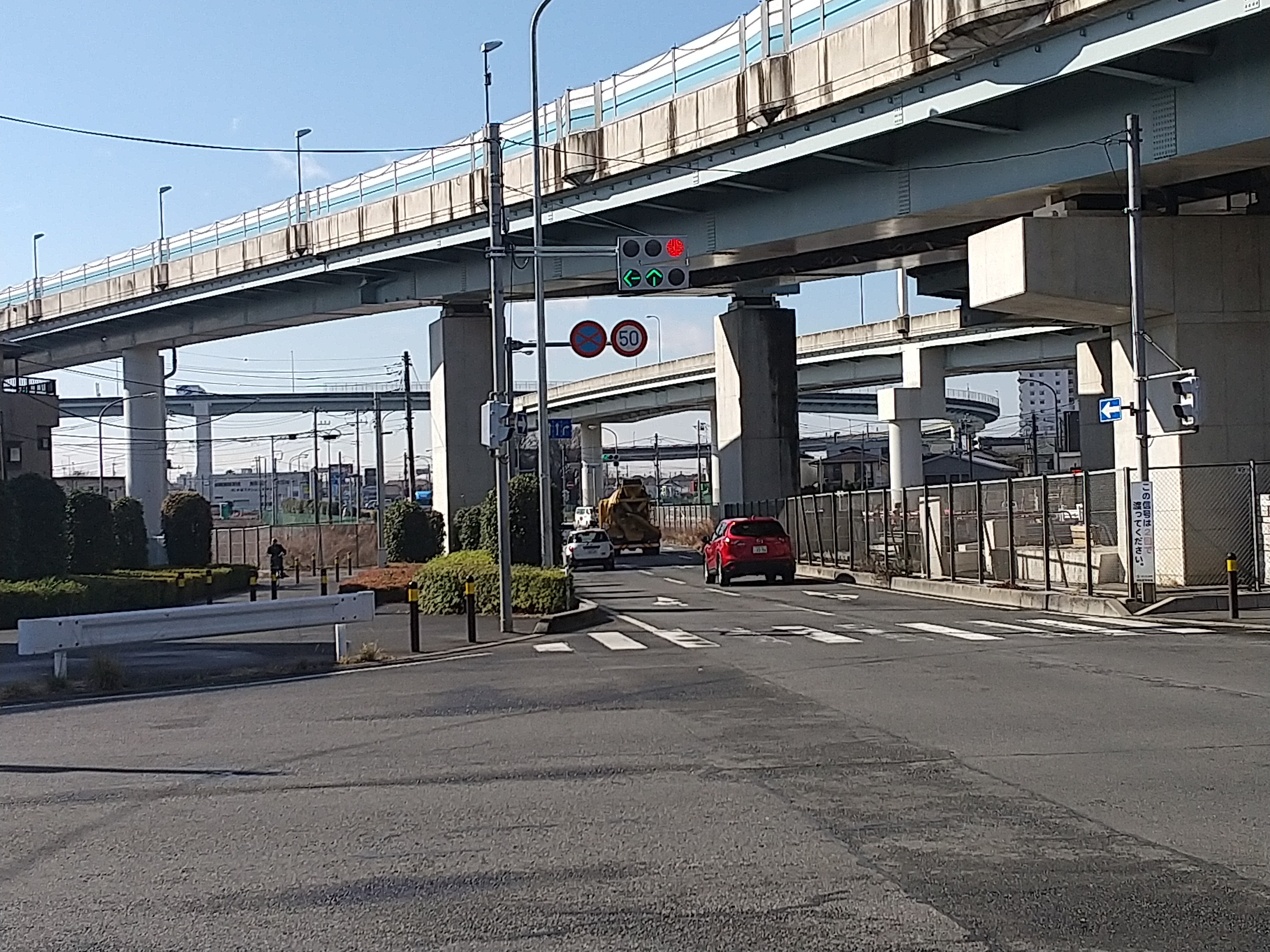
与野ジャンクション。下を走る道路は埼玉県道56号さいたまふじみ野所沢線。

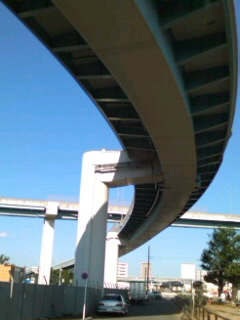
さいたま見沼出入口方面を高架下から望む。

与野ジャンクション（よのジャンクション）は、埼玉県さいたま市中央区にある首都高速道路埼玉大宮線と埼玉新都心線を結ぶジャンクションである。
当項目では、当施設直下に首都高速道路が設置している与野利便増進施設についても述べる。

## 概要
埼玉新都心線新都心西出入口の開通に伴い、2000年4月17日に供用開始。現時点では埼玉大宮線と埼玉新都心線の境界としての扱いであり、一本の道路として機能しているため、標識では案内されていない。
事業中の路線として、埼玉大宮線がこれより上尾道路方面へ延伸され、分岐路となる予定（新大宮上尾道路）となっている。また、計画路線ではあるが、核都市広域幹線道路のジャンクションでもある。
埼玉大宮線から埼玉新都心線へ通じる下り線は、新大宮バイパスの西側にある大きなループ線の下り勾配で高さを下げる構造となっている（レインボーブリッジの道路の構造と酷似）。反対方向の上り線はやや急勾配の緩やかな左カーブで埼玉大宮線と合流する。冬期の降雪で路面凍結することがあり、ロードヒーティングが備わっていないため、当ジャンクション区間のみ長時間通行止めとなる事がある。

## 与野利便増進施設
下り線ループ終端部分と上り大宮線合流部の間でΔ状となっている直下には、首都高速道路会社が所有する与野特定連結路附属地があり、かつては首都高速道路の標識や料金所など道路工事関係の資材置場として使われ、道路メンテナンスおよび将来の延伸に備えていた。
しかし、延伸区間の着工が当面先となる公算が強まったことから、2008年に首都高速道路会社は暫定的に土地活用することになり、2010年9月に住宅展示場「さいたまハウジングパーク」、ローソン、駐車場、イベント・インフォメーション施設、トイレ、休憩所からなる「与野利便増進施設」が整備・開設された。これは南池袋PA・志村PA以北の5号池袋線・埼玉大宮線区間にはパーキングエリアが存在していない事も関係していた。
構造上首都高速道路からの乗り入れが出来ず、与野出入口か新都心西出入口から一般道（新大宮バイパス）沿いにある施設出入口を利用する形となっているため、埼玉線の通行料金が二重課金されることになった。一方で一般道利用者や近隣住民も施設の利用ができる利点もあった。
ローソンは店内照明にLED照明を全面使用し、イートインスペースを備えていた。施設全体の管理は首都高速道路サービスが、住宅展示場の運営は財団法人住宅生産振興団が行っていた。
なお、この施設に隣接した敷地内には首都高速道路のメンテナンス施設が開設されており、散水車などが常備されている。
延伸区間の着工が決定したため各種施設は順次閉鎖され、さいたまハウジングパークが2020年9月22日に終了したのを最後に施設は閉鎖された。延伸区間の完成後当用地は与野出入口の入口ランプ部の整備に活用される予定である。

## 接続している路線
- 首都高速道路埼玉大宮線
- 首都高速道路埼玉新都心線
- 首都高速道路新大宮上尾道路（事業中）

## 隣
首都高速埼玉大宮線
(S554)浦和北出入口 - (S555)与野出入口/与野JCT
首都高速埼玉新都心線
与野JCT - (S201,S202)新都心西出入口
新大宮上尾道路（事業中）
与野JCT - 大宮出入口（事業中） - 宮前南出入口（事業中）